# 群島 (沖縄)

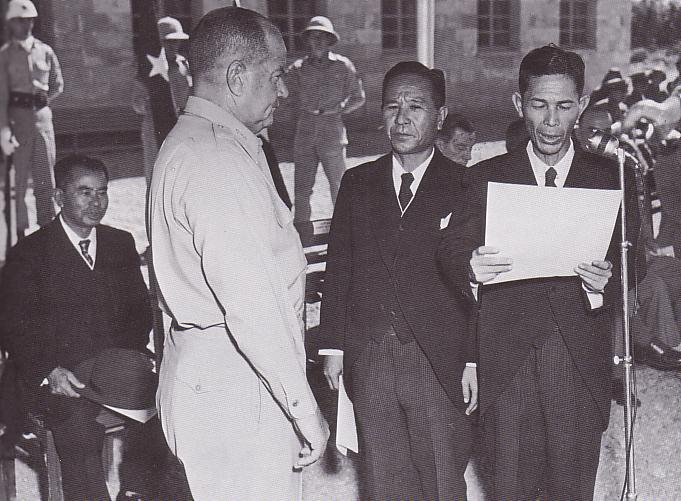
就任宣誓する平良辰雄沖縄群島知事（中央）

群島（ぐんとう）は、1950年8月4日公布の米国軍政府布令第22号「群島政府組織法 (英語: The Law Concerning the Organization of the Gunto Governments) 」に基づき北緯30度以南の南西諸島に設置された自治機構（公法人）。「奄美群島」「沖縄群島」「宮古群島」「八重山群島」の4群島が置かれ、日本本土の地方自治法（昭和22年法律第67号）に準拠した制度（普通地方公共団体をモデルにした制度）が設けられる一方、連邦制類似の制度の導入も志向していた。しかし、1952年4月1日に各群島政府を統合した琉球政府に吸収された。

## 歴史

### 前史
沖縄戦の終結後、1945年11月26日に米国海軍政府は北緯30度以南の南西諸島に対する日本の行政権行使の停止を布告し、沖縄群島のほか、12月には宮古群島や八重山群島、1946年2月には奄美群島に軍政を敷き4群島で分割統治を開始した。
沖縄では1945年8月に沖縄諮詢会が設置され、1946年に沖縄民政府に改組された。また、宮古と八重山では1945年12月に宮古支庁と八重山支庁が設置され、1947年3月にそれぞれ宮古民政府と八重山民政府に改組された。奄美では1946年2月に大島支庁が設置され、同年10月に臨時北部南西諸島政庁に改組された。
しかし、民政府の知事は公選制ではなかったため、知事公選を求めて住民運動が展開された。
1949年8月9日、米軍極東総司令部（Far East Command）は沖縄側の政府設立に関する書簡を発したが、連邦制類似の制度を志向しており、そこでは中央政府の下に群島政府、さらに市町村が存在する三層構造の統治体制が採用されていた。

### 発足
1950年1月3日、軍政府は布令で軍政長官の諮問機関として臨時琉球諮詢委員会を設置し、群島知事及び群島議会議員の選挙等について答申するよう指示した。この答申に基づき、同年7月10日に出された特別布告第37号「各群島知事及び民政議員選挙」により群島政府知事と群島議会議員を選挙により選出することが定められた。
さらに選挙の実施に先立って1950年8月4日に布告22号「群島政府組織法」が公布され、日本本土の地方自治法を参考に諸機関の権限が定められ、各群島は公法人化された。各群島の住民には知事と議員の選挙権だけでなく、リコール請求や条例の改廃請求権など直接請求権も認められた。
選挙は沖縄群島、宮古群島、八重山群島では9月に、奄美群島では10月に行われた。

### 解消
選挙後、統治にかかる経費の節約と能率化のため米国側は連邦制的なシステムから方針転換したが、実際には4群島すべてで日本復帰を支持する知事が当選したためとされる。
1951年4月1日の米国民政府布告第3号「臨時中央政府の設立」により一元化された琉球政府への移行のため琉球臨時中央政府が発足し、1952年2月29日の米国民政府布告「琉球政府章典」公布により同年4月1日に琉球政府が発足した。これにより群島政府は解消され琉球政府に吸収された。

## 群島政府
群島に置かれた統治機構で議決機関として「群島議会」を置き、執行機関として「群島知事」を置いた。双方とも住民による直接投票で選出された。米国軍政府の許容範囲内ではあるがその区域内の公共事務を処理し、行政事務を行うこととされた。
なお、各群島政府の設置年月日は以下の通り。
- 奄美群島政府 - 1950年11月25日[4]
- 沖縄群島政府 - 1950年11月4日[4]
- 宮古群島政府 - 1950年11月18日[4]
- 八重山群島政府 - 1950年11月7日[4]

### 奄美群島政府の組織
- 知事 - 副知事
  - 知事室事務局
  - 総務部
  - 財政部
  - 経済部
  - 文教部
  - 農務部
  - 厚生部
  - 工務部
  - 法務部
  - 監査委員会
  - 公安委員会 - 警察本部

### 沖縄群島政府の組織
- 知事 - 副知事
  - 知事室事務局
  - 弘報局
  - 総務部
  - 財政部
  - 法務部
  - 文教部
  - 経済部
  - 工務部
  - 厚生部
  - 選挙管理委員会
  - 監査委員会
  - 公安委員会 - 警察本部

### 宮古群島政府の組織
- 知事 - 副知事
  - 知事官房
  - 総務部
  - 財政部
  - 文教部
  - 厚生部
  - 工務部
  - 経済部
  - 法務部
  - 復興事業部
  - 渉外部
  - 公安委員会 - 警察本部
  - 監査委員
  - 選挙管理委員会

### 八重山群島政府の組織
- 知事 - 副知事、秘書長
  - 総務部
  - 財政部
  - 厚生部
  - 文教部
  - 経済部
  - 工務部
  - 法務部
  - 監査委員
  - 公安委員会 - 警察本部
  - 選挙管理委員会

## 群島議会
群島の議決機関である。一定の事項についての条例制定権が認められていた。任期は4年とされた。

### 各群島議会の議員定数
- 奄美群島議会（13名）
- 沖縄群島議会（20名）
- 宮古群島議会（9名）
- 八重山群島議会（7名）

## 群島知事

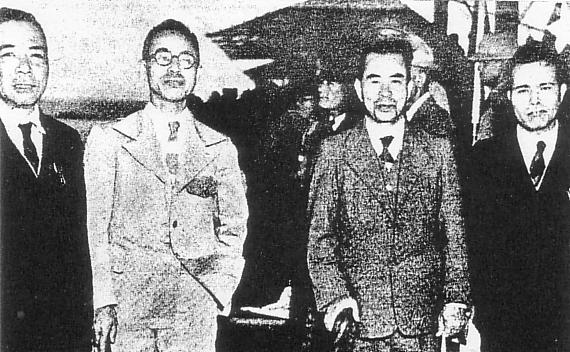
群島知事（左より安里、西原、平良、中江の各知事）

群島を代表する独任制の執行機関である。任期は4年とされた。

### 各群島の知事
- 奄美群島知事（中江実孝）
- 沖縄群島知事（平良辰雄）
- 宮古群島知事（西原雅一）
- 八重山群島知事（安里積千代）